# Ruská Premier Liga 2019/2020
Ruská Premier Liga 2019/20 byla 28. ročníkem samostatné nejvyšší ruská fotbalové soutěže. Účastnilo se 16 týmů. Vítězem se stal Zenit Petrohrad

## Stadiony
| Zenit Petrohrad         | Rubin Kazaň             | Rostov               |
| ----------------------- | ----------------------- | -------------------- |
| Krestovskij stadion     | Kazaň Arena             | Rostov Arena         |
| Kapacita: 67,800        | Kapacita: 45,093        | Kapacita: 45,000     |
|                         |                         |                      |
| Spartak Moskva          | Ural Sverdlovská oblast | Křídla Sovětů Samara |
| Otkrytije Arena         | Centrální stadion       | Samara Arena         |
| Kapacita: 44,307        | Kapacita: 35,696        | Kapacita: 44,918     |
|                         |                         |                      |
| Krasnodar               | Achmat Groznyj          | Orenburg             |
| Krasnodar Stadium       | Akhmat-Arena            | Gazovik Stadium      |
| Kapacita: 34,291        | Kapacita: 30,597        | Kapacita: 7,520      |
|                         |                         |                      |
| CSKA Moskva             | Lokomotiv Moskva        | Ufa                  |
| VEB Arena               | RŽD Arena               | Neftyanik Stadium    |
| Kapacita: 30,457        | Kapacita: 27,320        | Kapacita: 15,132     |
|                         |                         |                      |
| Soči                    | Tambov                  |                      |
| Olympijský stadion Fišt | Mordovija Arena         |                      |
| Kapacita: 47,659        | Kapacita: 44,442        |                      |
|                         |                         |                      |
| Arsenal Tula            | Dynamo Moskva           |                      |
| Arsenal Stadium         | VTB Arena               |                      |
| Kapacita: 20,048        | Kapacita: 26,319        |                      |
|                         |                         |                      |

## Konečná tabulka
| Poř. | Tým                      | Z  | V  | R  | P  | VG | OG | B  |
| ---- | ------------------------ | -- | -- | -- | -- | -- | -- | -- |
| 1.   | Zenit Petrohrad          | 30 | 22 | 6  | 2  | 65 | 18 | 72 |
| 2.   | FK Lokomotiv Moskva      | 30 | 16 | 9  | 5  | 41 | 29 | 57 |
| 3.   | FK Krasnodar             | 30 | 14 | 10 | 6  | 49 | 30 | 52 |
| 4.   | PFK CSKA Moskva          | 30 | 14 | 8  | 8  | 43 | 29 | 50 |
| 5.   | FK Rostov                | 30 | 12 | 9  | 9  | 45 | 50 | 45 |
| 6.   | FK Dynamo Moskva         | 30 | 11 | 8  | 11 | 27 | 30 | 41 |
| 7.   | FK Spartak Moskva        | 30 | 11 | 6  | 13 | 35 | 33 | 39 |
| 8.   | PFK Arsenal Tula         | 30 | 11 | 5  | 14 | 37 | 41 | 38 |
| 9.   | FK Ufa                   | 30 | 8  | 14 | 8  | 22 | 24 | 38 |
| 10.  | FK Rubin Kazaň           | 30 | 8  | 11 | 11 | 18 | 28 | 35 |
| 11.  | Ural Sverdlovská oblast  | 30 | 9  | 8  | 13 | 36 | 53 | 35 |
| 12.  | PFK Soči                 | 30 | 8  | 9  | 13 | 40 | 39 | 33 |
| 13.  | RFK Achmat Groznyj       | 30 | 7  | 10 | 13 | 27 | 46 | 31 |
| 14.  | FK Tambov                | 30 | 9  | 4  | 17 | 37 | 41 | 31 |
| 15.  | PFK Křídla Sovětů Samara | 30 | 8  | 7  | 15 | 33 | 40 | 31 |
| 16.  | FK Orenburg              | 30 | 7  | 6  | 17 | 28 | 52 | 27 |